# Civezzano
Civezzano település Olaszországban, Trento megyében. Lakosainak száma 4131 fő (2023. január 1.). Civezzano Albiano, Fornace, Pergine Valsugana és Trento községekkel határos.

## Népesség
A település népességének változása:
| Lakosok száma | 3992 | 4025 | 4131 |
|               | 2017 | 2018 | 2023 |